# Ковровский большевик

«Ковровский большевик», c 27 декабря 1942 г. Бронепоезд № 2 и бронеплощадка ПВО № 851 бронепоезда № 1 43-го отдельного дивизиона бронепоездов (43 однбп) — подразделение (бронепоезд) и изделие (броневой поезд), построенный на Ковровском машиностроительном заводе во время Великой Отечественной войны.
Бронепоезд был собран всего за 10 дней, а еще за 5 дней работники Ковровского инструментального завода установили на нём необходимое вооружение.
43 однбп в составе действующей армии и флота в периоды:
- 25 ноября — 12 декабря 1941 года;
- 3 марта 1942 года — 23 марта 1944 года;
- 18 апреля — 3 июля 1944 года;
- 22 сентября 1944 года — 23 марта 1945 года.

## История строительства
15 октября 1941 года Военное совещание Боевого участка № 1 города Коврова постановило: «Поручить члену военного совета т. Ухмылову обязать машиностроительный завод изготовить из пульмановских вагонов бронепоезд, одев в бронь паровоз. Обязать начальника станции Ковров тов. Богач выделить для машиностроительного завода 2 пульмановских вагона, а начальнику паровозного депо тов. Лоч выделить паровоз серии О-В». Из Брянска в Ковров был эвакуирован персонал завода «Красный профинтерн», который специализировался на производстве именно бронепоездов. В создании бронепоезда также принимали коллективы завода имени Киркижа и Ковровского электромеханического завода. В тяжёлых условиях шло строительство машины. Рабочие трудились сверхурочно, стремясь как можно быстрее отправить пополнение фронту. 9 ноября работы были закончены. Городской комитет обороны постановил присвоить бронепоезду имя «Ковровский большевик». Экипаж был сформирован из бойцов истребительных батальонов и боевых дружин, а также из добровольцев-работников ковровских заводов. Почти месяц бронепоезд стоял в городе — угроза Москве был снята, также стал невозможным прорыв немецких танков к Коврову. 18 декабря, после небольшого митинга, бронепоезд был отправлен в Москву.
Комиссия осмотрела бронепоезд и приняла решение усилить огневую и броневую мощь бронепоезда. Один из броневых вагонов с комбинированной бронёй и зенитным вооружением, построенных ковровчанами, заменили 2 вагонами с артиллерийскими орудиями и более надежной броней, а ковровский — передали бронепоезду № 1 43-го одбп. Командиром бронепоезда был назначен бывший мастер ковровского завода капитан запаса Николай Фролов.
После прохождения проверки комиссией во главе с нач. ГАБТУ генерал-лейтенантом Я. Н. Федоренко бронеплощадки вошли по одной в бронепоезда № 1 и № 2 как бронеплощадки ПВО 43-го отдельного дивизиона бронепоездов, который сформирован согласно директиве НКО СССР от 29 октября 1941 года в Московском военном округе.

## Боевой путь
На подмосковной земле «Ковровский большевик» принял боевое крещение: во время немецкого авианалёта на одну из станций экипаж мужественно защищал родное небо. Один из фашистских бомбардировщиков был сбит крупнокалиберным пулемётом, установленным по инициативе Сергея Монакова. Несколько членов экипажа, в том числе командир Н. Фролов, были награждены медалью «За оборону Москвы». Позже часть команды, состоящая из добровольцев-оружейников, вместе с командиром была отозвана назад — стране требовалось оружие и люди, кующие его. 9 из 18 отказались возвращаться; среди них замполитрука Монаков, сержанты Мишин и Кузнецов, рядовые Леонтьев и Макаров.
Боевой путь «Ковровского большевика» растянулся от Москвы до Западной Украины. Бронепоезд участвовал в Брянском сражении и в освобождении Белорусской ССР. Весной 1942 года бронепоезд принял бой с девятью «Юнкерсами» и вышел из схватки победителем. Враг потерял три самолёта. С 28 марта 1942 по июль 1943 года местом его дислокации стал тупик ж/д разъезда Вёртное.
В ночь с 29 на 30 мая 1944 года на станции Жмеринка "подверглись массированному налету вражеской авиации, был смертельно ранен командир 43-го одбп капитан Михаил Барляев. От ударов вражеских бомбардировщиков загорелся штабной вагон. Дежурному удалось спасти боевое знамя, вручённое бронепоезду ещё в 1941-м, в Коврове.
Последние бои «Ковровский большевик» провёл в предгорье Карпат, со станции Гусятин, расположенной за рекой Збруч на востоке Тернопольской области, бронепоезд совершил свой последний боевой рейс.
43-й одбп оказался полностью выведен из строя, и по распоряжению штаба 1-го Украинского фронта 25 июня 1944 года отправлен в Наро-Фоминск. Здесь с 14 июля по 8 сентября дивизион получил новые бронепоезда — № 615 (типа ОБ-3, бронепаровоз Ов № 7600, бронеплощадки № 313, 314, 315, 316, перевооруженные пушками Ф-34, и площадка ПВО завода «Стальмост» № 44-670,) и № 650 (типа ОБ-3, бронепаровоз № 6676, бронеплощадки № 980, 981, 982, 983 с пушками Ф-34 и площадка ПВО завода «Стальмост» № 44-358, бывший бронепоезд № 670 «Истребитель немецких захватчиков» из 33-го одбп).
Отправлен на капитальный ремонт в Москву. За время ремонта Великая Отечественная война окончилась и его передали в резерв; по окончании Второй мировой войны расформирован.

## В составе
Бронепоезд № 2 43-го отдельного дивизиона бронепоездов в составе 16-й армии с марта 1942 года.